# Loches
Loches är en kommun i departementet Indre-et-Loire i regionen Centre-Val de Loire i de centrala delarna av Frankrike. Kommunen ligger i kantonen Loches som tillhör arrondissementet Loches. År 2022 hade Loches 6 233 invånare.
Stadsbilden i Loches domineras av medeltidsslottet Château de Loches.

## Befolkningsutveckling
Antalet invånare i kommunen Loches
Referens:INSEE